# Apleria esuriata
Apleria esuriata är en fjärilsart som beskrevs av Walker 1862. Apleria esuriata ingår i släktet Apleria och familjen mätare. Inga underarter finns listade i Catalogue of Life.